# Arrade stenoptera
Arrade stenoptera là một loài bướm đêm trong họ Erebidae.